# Corpúsculo de Barr
O Corpúsculo de Barr ou Cromatina sexual é encontrado em mamíferos do sexo feminino, genótipo XX dos genes sexuais, visível nas células somáticas durante a intérfase. O corpúsculo de barr é compensação natural para a dupla carga genética dos indivíduos femininos da espécie humana. Um dos cromossomos X fica espiralizado, ou seja, inativo, fazendo com que só um dos alelos x se manifeste. Essa espiralização é aleatória nas células do organismo, porém o cromossomo X que por acaso possuir alguma anomalia será preferencialmente inativado. Nos indivíduos masculinos da espécie humana, genótipo XY, não há corpúsculo de Barr ou cromatina sexual, pois somente se manifesta um cromossomo X.
A importância da cromatina sexual está no fato de que, por meio dela, diferenciamos as células masculinas das femininas e também identificamos a ocorrência de síndromes ou anomalias cromossômicas sexuais que podem acarretar anomalias como a Síndrome de Klinefelter. O indivíduo portador da Síndrome de Klinefelter apresentará cromatina sexual positiva. O cariótipo mais comum da Síndrome de Klinefelter é 47XXY e exibe um corpúsculo de Barr. Outros cariótipos possíveis da Síndrome de Klinefelter e o número de corpúsculos de Barr:

## Descoberta
Na década de 40, Barr descobriu que nas mulheres, nas células somáticas em intérfase, encontra-se, junto à face interna da membrana nuclear, uma pequena mancha de cromatina (heterocromatina), porção que não desespiraliza e cora-se, portanto, mais intensamente. Essa mancha foi chamada cromatina sexual ou corpúsculo de Barr e só ocorre quando há pares de cromosomos X.
A cromatina sexual pode ser observada em células da mucosa bucal e outros tecidos. Nos leucócitos, ela aparece como um pequeno lóbulo arredondado, semelhante a uma raquete, presa ao núcleo. Corresponde ao n.º de cromossomos X - 1.